# Ngai Tuhoe

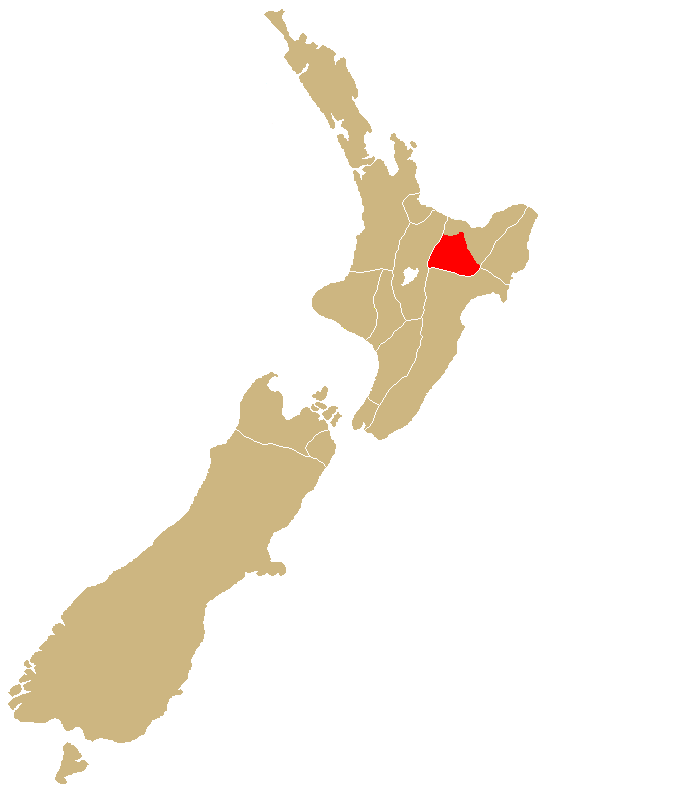
Les terres ancestrales Ngai Tuhoe (en rouge), en Nouvelle-Zélande.

Ngai Tuhoe (ou Ngāi Tūhoe) est une tribu (iwi) maorie dont les terres se trouvent dans la région de l'Urewera de l'île du Nord de Nouvelle-Zélande. Ces terres sont montagneuses, avec d'épaisses forêts et des vallées fluviales, peu propices dans l'ensemble à l'agriculture.

## Histoire

### Origines

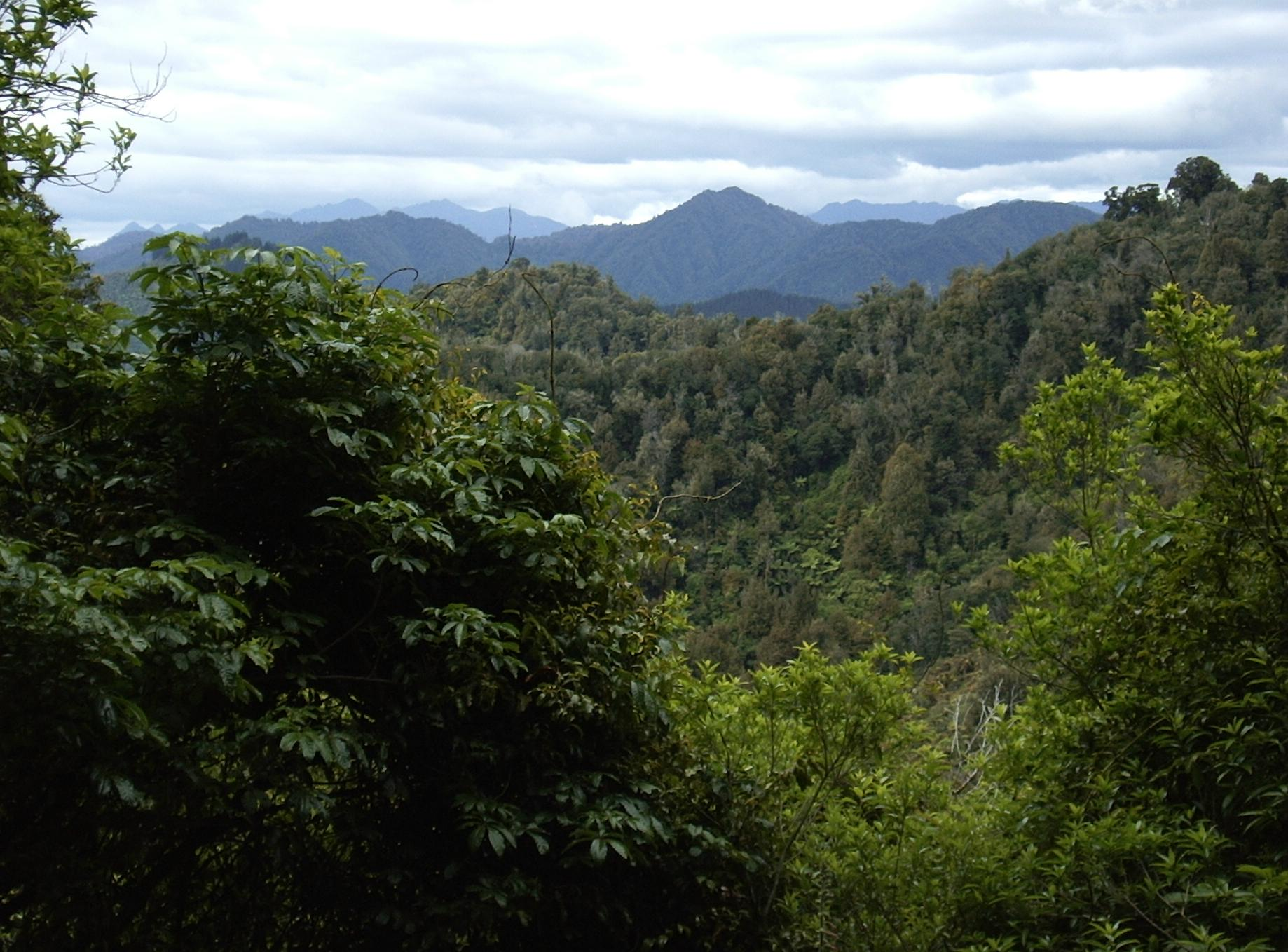
L'Urewera, terres ancestrales des Ngai Tuhoe.

La tribu reconnaît parmi ses ancêtres Potiki et (d'une période peut-être plus récente) Toitehuatahi, considéré comme l'ancêtre commun de plusieurs tribus de la région. Les Ngai Tuhoe seraient également les descendants de Hape, dont l'histoire orale de la tribu indique qu'il serait venu de Hawaiki sur la pirogue (waka) Rangimatoru, arrivant à Ohiwa dans la baie de l'Abondance. Puis, il y a une vingtaine de générations, la majeure partie des nouveaux colons polynésiens arrivés sur la pirogue Mataatua se seraient installés parmi les descendants de ces premiers ancêtres. Les Ngai Tuhoe seraient issus de leurs croisements. La tribu doit en effet son nom à Tuhoe-potiki, issu de cette ascendance mixte.

### Participation aux guerres maories
Leurs terres étant difficilement accessibles, les Ngai Tuhoe ont moins de contact avec les Pakeha (Européens) que nombre d'autres tribus au début du XIXe siècle. En commerçant avec les tribus voisines qui ont elles-mêmes commercé avec des Européens, ils importent toutefois du maïs, des porcs, des outils européens et des armes à feu dans les années 1820. La tribu ne signe pas le traité de Waitangi par lequel, en 1840, la plupart des autres tribus cèdent leur souveraineté à la Couronne britannique, faisant de la Nouvelle-Zélande une colonie de l'Empire britannique. En 1856, les Ngai Tuhoe apportent leur soutien au mouvement Kingitanga, par lequel les tribus de la région s'unissent pour refuser de vendre davantage de terres aux colons britanniques. La tribu ne s'implique que peu dans le mouvement, avant d'accepter, en 1864, de prendre part à la guerre du Waikato contre les armées impériales britanniques qui visent à assurer l'autorité de la Couronne sur la région du Waikato. Du 31 mars au 2 avril, une centaine d'hommes Ngai Tuhoe, emmenés par les chefs Piripi Te Heuheu et Te Whenuanui, prennent part à la bataille d'Orakau, qui se solde par la victoire des Britanniques, et le repli des Ngai Tuhoe sur leurs terres tribales,.
En 1865, les autorités accusent les Ngai Tuhoe de complicité dans l'assassinat du missionnaire anglican Carl Sylvius Völkner, puis dans celui de l'interprète Hemi Te Mautaranui qui travaillait pour le gouvernement. Les forces impériales mènent des raids punitifs sur les terres de la tribu. En 1866, en punition notamment de leur participation à la guerre du Waikato, les autorités coloniales confisquent 5 700 hectares de terres Ngai Tuhoe, dont leurs principales terres arables et l'embouchure du fleuve Nukuhou - leur accès à la mer. En juillet 1868, le chef et prophète Te Kooti Arikirangi Te Turuki, de la tribu Te Rongowhakaata, enclenche une guérilla contre les forces britanniques dans la région. En mars 1869, les Ngai Tuhoe joignent leurs forces aux siennes. Les Tuhoe acceptent Te Kooti comme étant leur guide spirituel, adoptant la religion Ringatu (d'inspiration chrétienne) dont il est le fondateur. Les tribus voisines alliées au gouvernement colonial et ennemies des Tuhoe enclenchent alors une politique de la terre brûlée contre les Ngai Tuhoe, détruisant récoltes et foyers, tuant hommes et animaux d'élevage. En 1871, vaincus, les Tuhoe retirent leur soutien à Te Kooti et cessent le combat. Pour autant, ils refusent toujours de reconnaître l'autorité de la Couronne, et érigent des panneaux interdisent aux Pakeha de pénétrer sur leurs terres, préservant leur autonomie. En 1872, ils formalisent leur position en ces termes : « Kaua te rori, kaua te rūri, kaua te rīhi, kaua te hoko » (« Pas de route, pas de cadastre, pas de location de terres, pas de vente de terres »).

### Les Ngai Tuhoe auXXesiècle

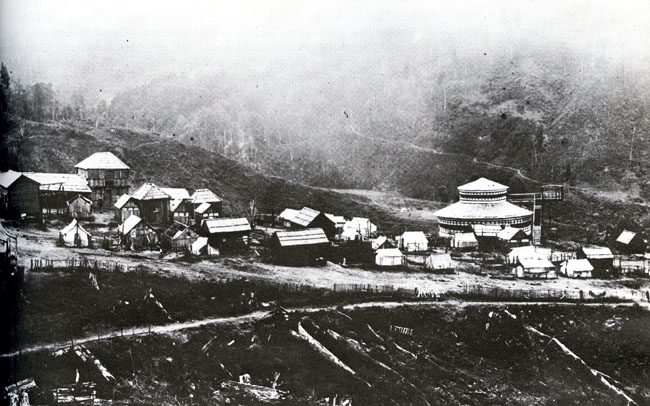
La « Nouvelle Jérusalem » de Rua Kenana en 1908.

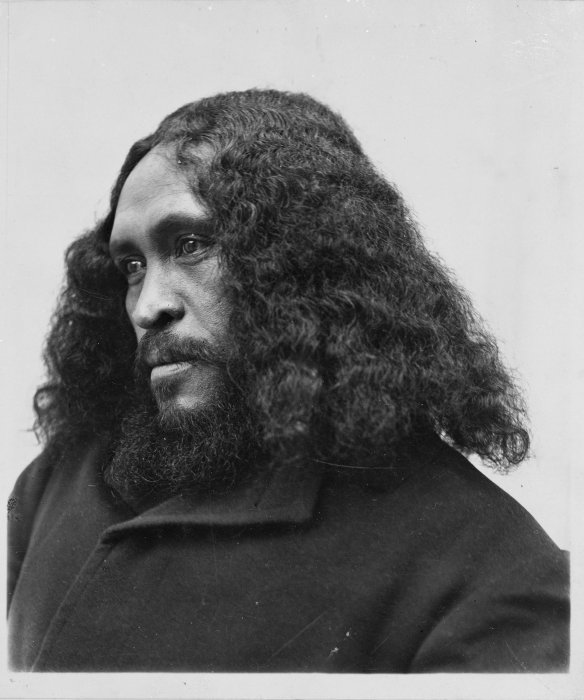
Rua Kenana en 1908.

En 1905 un membre de la tribu, Rua Kenana, se déclare être le Messie et l'héritier de Te Kooti au sein de l'Église Ringatu. Il fonde une communauté religieuse pacifique à Maungapohatu, montagne sacrée, et la nomme Hiruharama Hou - la Nouvelle Jérusalem. Il souhaite en faire une communauté moderne, ouverte au commerce, et y établit sa propre banque. Durant la Première Guerre mondiale, les autorités lui reprochent de dissuader ses partisans de s'enrôler dans les forces armées. En 1916, il est arrêté, à l'issue d'un affrontement armé au cours duquel son fils et un autre homme de la tribu sont abattus par la police. Il est jugé, reconnu coupable de sédition, et condamné à deux ans et demi de prison dont un an de travaux forcés. Il retourne s'établir au sein de sa communauté en 1918, mais celle-ci perd peu à peu de son influence dans la tribu. Rua Kenana meurt en 1937.
Après la Seconde Guerre mondiale, la tribu, comme d'autres, connaît un important exode urbain de sa jeune population, qui quitte les terres tribales pour trouver des emplois en ville. Pour enrayer un déclin de leurs traditions et de leur culture, les anciens de la tribu organisent à partir des années 1970, tous les deux ans, un festival culturel et sportif, invitant les membres dispersés de la tribu à revenir quelques jours sur leurs terres tribales. Ils mettent en avant la notion de matemateāone (liens de sang), terme propre aux Tuhoe et qui désigne l'émotion d'un fort attachement au whakapapa (principe généalogique qui lie les membres de la tribu) et à la terre.

### Les Ngai Tuhoe auXXIesiècle

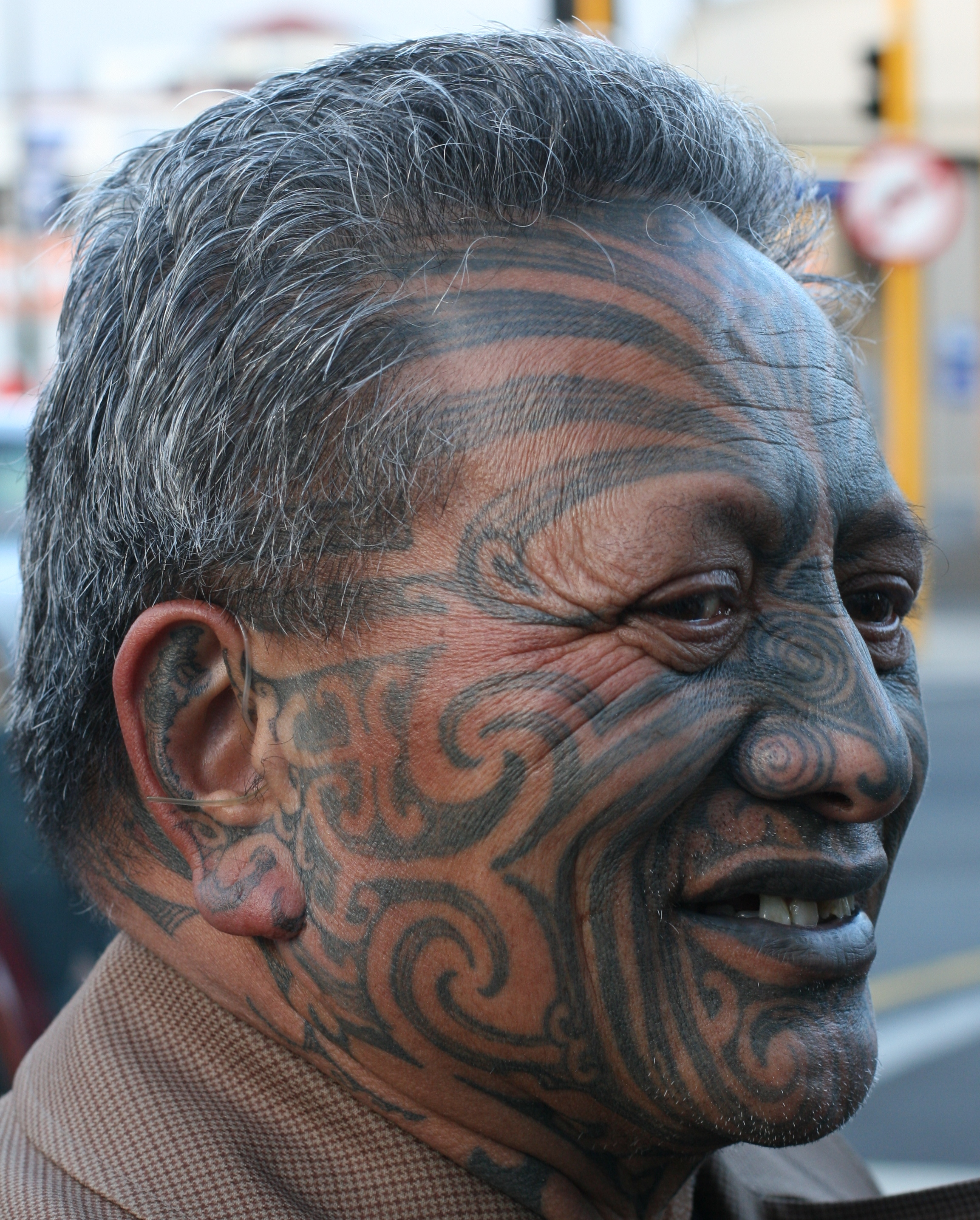
Tame Iti, activiste tuhoe.

Dans les années 2010, la tribu compte quelque 35 000 membres, ce qui en fait l'une des plus grandes. Seuls quelque 5 000 résident sur leurs terres ancestrales, les autres vivant principalement dans les grands centres urbains, voire à l'étranger, ou bien dans des villes de taille moyenne relativement proches des terres tribales - telles que Rotorua ou Whakatane. Quelque 37 % des Ngai Tuhoe parlent couramment la langue maorie - plus que toute autre tribu. Les Ngai Tuhoe tirent des revenus d'activités touristiques qu'ils organisent sur leurs terres, et prennent part aux efforts de conservation d'espèces animales menacées, notamment le kiwi et le kokako.
Bien que n'ayant pas signé le traité de Waitangi, les Ngai Tuhoe ont obtenu la reconnaissance de la violation de leurs droits tels qu'établis pour les tribus maories par ce traité. En juin 2013, la tribu signe un accord avec la Couronne (c'est-à-dire avec le gouvernement néo-zélandais), par lequel les Ngai Tuhoe obtiennent quelque NZ$ 170 millions en compensation pour les expropriations et les exactions commises à leur encontre au XIXe siècle. L'accord permet aussi que le parc national de Te Urewera, sur leurs terres, soit administré conjointement par le ministère de Patrimoine et par la tribu, avec la garantie d'un accès au parc pour le public, et la protection de son environnement naturel. Un plan d'autonomie (mana motuhake) est également mis en place, associant la tribu à la gestion des services publics (services sociaux, éducation, santé, emploi...) sur leurs terres,.

## Membres célèbres
Parmi les membres de la tribu ayant atteint une renommée nationale ou internationale, on compte :
- Rua Kenana Hepetipa (1869–1937), prophète ;
- Jean Puketapu (1931-2012), activiste maorie, cofondatrice de la première kōhanga reo (école maternelle d'immersion dans la langue maorie) ;
- Ngahuia Te Awekotuku (née en 1949), universitaire et activiste lesbienne ;
- Tame Iti (né en 1952), activiste maori ;
- Sir Jerry Mateparae (né en 1954), chef de la New Zealand Defence Force de 2006 à 2011, gouverneur général de Nouvelle-Zélande de 2011 à 2016 puis haut-commissaire (ambassadeur) de la Nouvelle-Zélande au Royaume-Uni ;
- Nancy Brunning (née en 1971), actrice et directrice de théâtre.